# Lindau (Schleswig-Holstein)
Lindau (in danese Lindå) è un comune di 1.288 abitanti dello Schleswig-Holstein, in Germania.
Appartiene al circondario (Kreis) di Rendsburg-Eckernförde (targa RD) ed è parte della comunità amministrativa (Amt) di Dänischer Wohld.